# Teulisna tumida
Teulisna tumida är en fjärilsart som beskrevs av Walker 1862. Teulisna tumida ingår i släktet Teulisna och familjen björnspinnare. Inga underarter finns listade i Catalogue of Life.